# Дохтуров, Павел Афанасьевич
Па́вел Афана́сьевич Дохту́ров (1784—1847) — капитан 2-го ранга Российского императорского флота, полковник, действительный статский советник. Кавалер ордена Св. Георгия.

## Биография
Родился в 1784 году в семье Афанасия Афанасьевича Дохтурова и Варвары Фёдоровны Дохтуровой, урожд. графини Толстой и был одним из пяти детей в семье. Его отец, Афанасий Афанасьевич, в 1767 году вступил в военную службу, которую оставил поручиком; с 31 декабря 1792 года был надворным советником, в 1801 году был произведён в коллежские советники; служил в Пензенской казённой палате.
Павел Дохтуров с 1797 года воспитывался в Морском кадетском корпусе в Санкт-Петербурге и в 1800 году был произведён произведен в гардемарины.
В эпоху адмирала Нельсона правительство России разрешало выпускникам кадетского корпуса проходить стажировку на кораблях ВМФ Англии для изучения зарубежного опыта. Желающих служить в английском ВМФ было немного, так как жалование матроса было невысоким. В 1803 году наиболее способные гардемарины в составе группы из 12 человек были направлены волонтёрами в английский флот. Четверо из них проходили службу на эскадре адмирала Нельсона и принимали участие в Трафальгарском сражении, среди них был и Павел Афанасьевич Дохтуров.
В 1804 году Дохтуров был произведён в чин мичмана и в 1807 году вернулся в Россию. На фрегате «Амфитрида» в 1809 году в составе гребной флотилии участвовал в сражениях при островах Пальве и Чудюле с шведской флотилией. В этом бою был ранен и направлен на лечение в Москву, где, по некоторым сведениям, проживал у своего дальнего родственника Дмитрия Дохтурова. После успешного лечения вернулся на службу и в 1810 году был произведён в лейтенанты.
Во время Отечественной войны 1812 года командовал бригом «Феникс» и участвовал в последующей войне с Францией 1813—1814 годов. Известно, что в июне-июле 1812 года Дохтуров выходил в разведку в Рижский залив и Балтийское море, а в августе крейсировал между Виндавой и Либавой, контролируя подходы к Рижскому заливу.
Позже Павел Афанасьевич присоединился к отряду капитана 2-го ранга Тулубьева и 19 августа прибыл на Данцигский рейд. Вплоть до 4 сентября 1812 года Дохтуров с командой блокировал крепость с моря, а затем вернулся в Свеаборг. В 1813 и 1814 годах крейсировал в Балтийском море у Стокгольма, Карлскроны и Копенгагена, плавал между Кронштадтом, Ригой, Данцигом и Свеаборгом. В 1816 году за 18 кампаний награждён орденом Св. Георгия IV-й степени.
В мае-сентябре 1817 года, по прежнему командуя бригом «Феникс», плавал с гардемаринами по портам Балтийского моря, заходил в Стокгольм, Копенгаген, Карлскрону. В числе гардемарин были Нахимов и Даль, с которым Дохтуров был знаком ещё по Морскому кадетскому корпусу.
Масон, член ложи «Нептуна к надежде» в Кронштадте.
В 1820—1822 годах Дохтуров командовал кораблем «Кутузов» и совершил кругосветное плавание в Российско-американские колонии. После возвращения в 1821 году был произведён в чин капитан-лейтенанта. На шлюпе «Смирный» в 1824 году Дохтуров снова вышел в кругосветное плавание, стартовав в Кронштадте. Путешествие пришлось прервать из-за полученных повреждений в Немецком море и зазимовать в Норвегии, в порте Арендаль. После зимовки Дохтуров возвратился в Кронштадт.
В 1826 году, командуя фрегатом «Вестовой», плавал в Северном море, а после служил старшим адъютантом в инспекторском департаменте Морского министерства и управляющим 2-м отделением этого департамента. В 1827 году был произведён в капитаны 2-го ранга и назначен дежурным штаб-офицером в управление генерал-гидрографа. Через три года произведён в полковники и переведён в корпус флотских штурманов, с оставлением в прежней должности. В 1832 году вновь был переведён, на этот раз в корпус жандармов. Некоторое время служил в Киеве.
По записи в метрической книге Андреевского собора, действительный статский советник П. А. Дохтуров скончался 21 апреля 1847 г. «от простуды» в возрасте 63 лет. Был похоронен на Смоленском православном кладбище.

### Семья
Павел Афанасьевич Дохтуров состоял в браке с Елизаветой Антоновной фон Моллер (12.05.1807 — 17.06.1877), в браке у них предположительно родилось трое сыновей: Александр Павлович Дохтуров (ум. 14.2.1896) — генерал-лейтенант, Николай Павлович (03.01.1839-20.03.1913) — генерал-майор, чьим крестным был император Николай I, и Орест Павлович, уволенный в 1863 году из лейтенантов флота в чин титулярного советника.